# Istaspe
Istaspe figlio di Arsame (in greco antico: ῾Υστάσπης?, in persiano antico Vištāspa, ; VI secolo a.C. – dopo il 520 a.C.) è stato un dignitario persiano, padre di Dario I, il cui nome significa "colui i cui cavalli sono domi".

## Biografia
Apparteneva a un ramo secondario della famiglia achemenide, che sotto Ariaramne aveva governato sull'Iran orientale ma poi era stato sottoposto a quello che regnava in Anzan all'epoca di Arsame. 
Prese parte a varie spedizioni militari, tra le quali quella di Ciro II di Persia contro i Massageti, avvenuta nel 529 a.C., durante la quale l'imperatore perse la vita. In tale occasione, venne rimandato in patria per controllare l'operato di Dario: l'imperatore era stato informato da un sogno che stava tramando ai suoi danni. Quando suo figlio salì al trono, a titolo di satrapo di Fars e Battria che era già stato sotto Cambise e Ciro II, domò varie ribellioni, scoppiate tra il 521 e il 520 a.C.: in coincidenza di tale evento la sua figura assume una maggior importanza. 
Potrebbe essere, in accordo colla tradizione parsi, quel Vištāspa citato nell'Avestā quale protettore di Zarathustra e sostenitore della sua religione: se ciò fosse definitivamente confermato, la dinastia dei Caianidi si identificherebbe senza dubbio con quella degli Achemenidi. Suoi figli oltre a Dario sono Artane e Artabano.